# Ковила волосиста
Ковила́ волоси́ста, або ти́рса (Stipa capillata) — багаторічна рослина родини тонконогових, поширений степовий злак. Занесена до Червоної книги України, Червоних книг декількох суб'єктів Російської Федерації, Червоних списків Польщі, Німеччини, Чехії. Формація ковили волосистої занесена до Зеленої книги України. Декоративна та кормова культура.

## Етимологія
Слово ковила походить прасл. *kovyl, пов'язаного з *kovati («кувати», первісно — «бити», «рубати»), тобто «те, що рубають, косять».
Назва тирса, очевидно, пов'язана з діалектною назвою стоколосу польового дирза (від лит. dirsė) і не має стосунку до «тирса».

## Опис

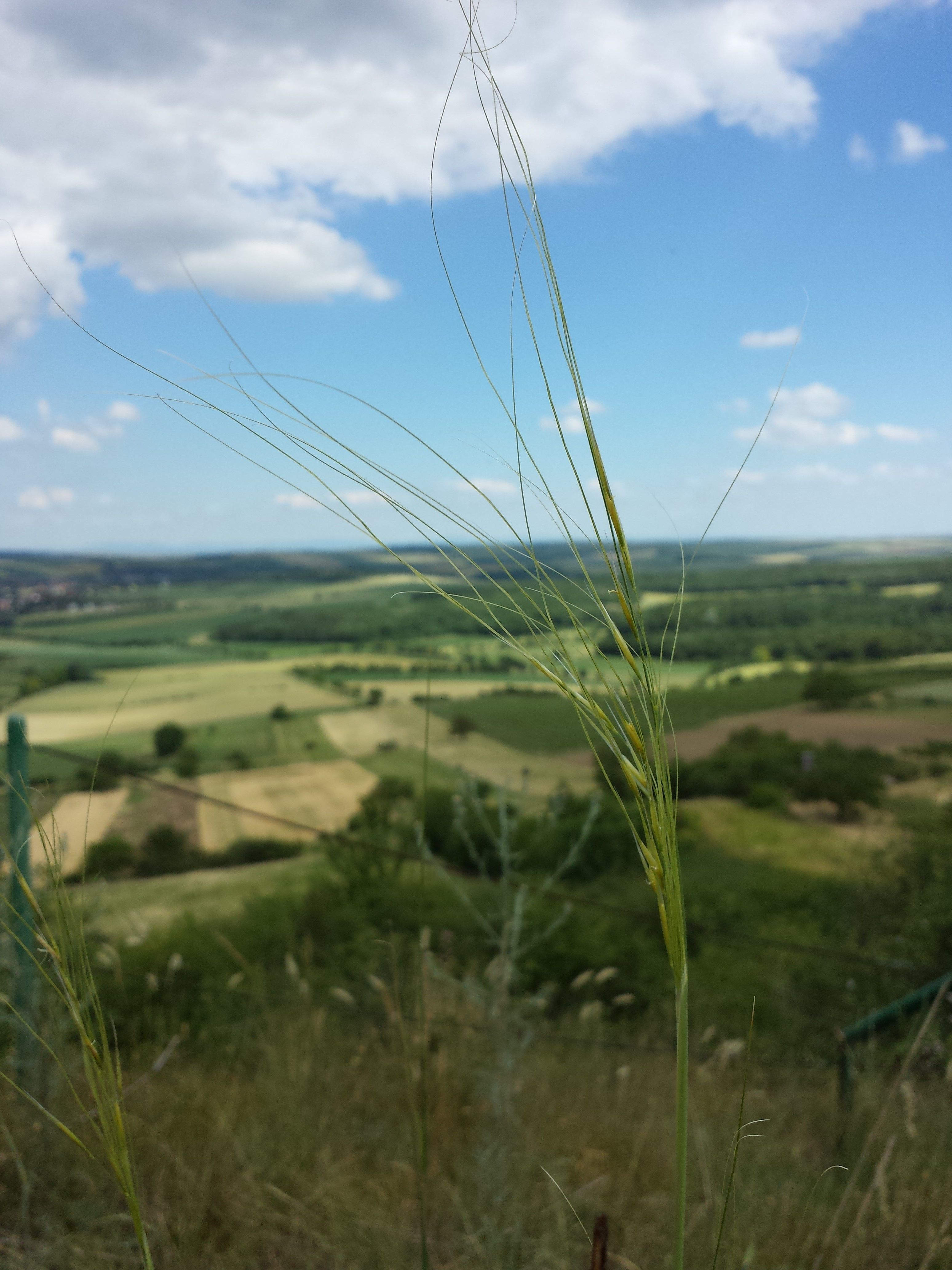
Суцвіття

Трав'яниста рослина 30-100 см заввишки, утворює щільні дернини. Стебла численні, тонкі, міцні, голі. Листки вузьколінійні, обгортають стебла, всередині запушені, зовні голі.
Суцвіття — багатоколоскова, стиснута, вузька волоть 10-25 см завдовжки. Колоскові луски майже однакові, довгасто-загострені, з трьома жилками, нижня квіткова луска із запушеною мозолистою основою. Остюк слабо- або гостро-шорсткий, злегка звивистий, двічі колінчасто-зігнутий, 13-23 см завдовжки. Єдина в Україні ковила, остюк у якої не пірчастий, а волосоподібний.
Плід — зернівка.
Число хромосом 2n = 44.

## Екологія
Типовими місцями зростання цього виду є степи, кам'янисті схили, негусті зарості чагарників, рідше — узлісся і галявини. Рослина морозо- та посухостійка, світлолюбна, віддає перевагу плодючим ґрунтам, багатим на карбонати.
Фенологічно відростає цей злак пізніше, ніж пірчасті види, розвивається поволі. Розмножується насінням.
Квітне у липні-серпні, в середземноморських популяціях цвітіння відбувається в травні-червні. Цвітіння припадає на час літньої спеки, коли більшість степових рослин уже утворила насіння і засохла. Викидаючи суцвіття, прикрашені довгими волосоподібними остюками, тирса надає степу блідо-зеленого кольору. Надалі остюки допомагають зрілому насінню переноситися вітром і «загвинчуватися» в землю. Плодоносить у серпні-вересні. Нерідко сухі стебла з насінням, що не встигло вивільнитися, зберігаються усю зиму до наступного вегетаційного сезону.

## Поширення
Ареал виду охоплює Південну Європу, Малу і Центральну Азію, південь Сибіру, Монголію, передгір'я Гімалаїв. Окремі популяції розпорошені і в Середній Європі, де вони займають найбільш сухі і прогріті місця. В Україні розповсюджений досить широко по лісостепових і степових районах, звичайний в Криму, іноді трапляється на півдні Полісся і в Прикарпатті. В передгір'ях підіймається до висоти 1000 м над рівнем моря.

## Значення і статус виду

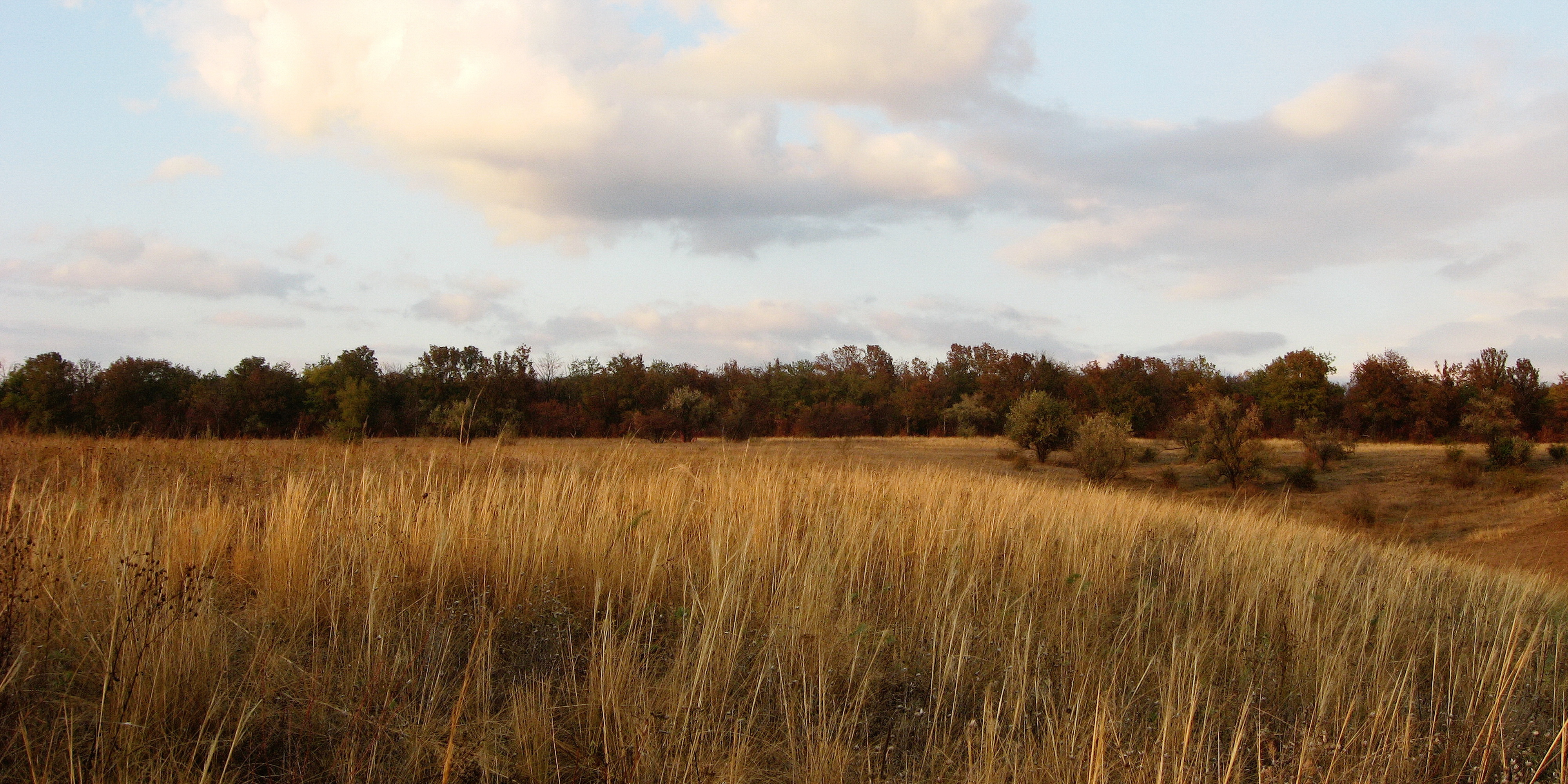
Формація ковили волосистої. Запорізьке Правобережжя

До цвітіння тирса — чудовий корм для худоби, особливо для коней і овець; сіно, скошене в цей час, має добрі поживні якості. Після достигання плодів тирси пасовища стають небезпечними для овець, бо плоди заплутуються у вовні, вкручуються в шкіру, завдаючи болю тваринам і наносячи їм рани; ушкоджують вони й ротову порожнину худоби.
Завдяки здатності утворювати щільні дернини, ковила волосиста може затримувати часточки ґрунту і захищати його поверхню від розмивання. В місцях масового зростання її можна розглядати як протиерозійну і ґрунтотворну рослину. Крім того, її суцвіття збирають для сухих букетів, а в Іспанії інколи роблять з них віники.
Хоча в цілому популяції цього злаку численні, вони можуть швидко скорочуватись при надмірному випасанні худоби, оранці, терасуванні і залісненні схилів. Вид охороняється у наступних заповідниках і національних парках: «Асканія-Нова», «Святі Гори», «Подільські Товтри», "Кременецькі гори" , «Медобори», «Єланецький Степ», Канівському, Азово-Сиваському, Опуцькому, Казантипському, Кримському, Луганському, Українському степовому, Дунайському, Чорноморському. Ковилу волосисту культивують у ботанічних садах Донецька, Кривого Рога, Києва.

## Синоніми
| - Aristida avenacea Houtt. - Stipa capillaris Gromov ex Trautv. - Stipa capillata f. orthopogon (Asch. & Graebn.) Morariu - Stipa capillata var. orthopogon Asch. & Graebn. - Stipa capillata var. rumelica Velen. - Stipa capillata var. thessala (Hausskn.) Halácsy - Stipa capillata f. ulopogon (Asch. & Graebn.) Morariu - Stipa capillata var. ulopogon Asch. & Graebn. | - Stipa erecta Trin. - Stipa juncea Lam. - Stipa juncea var. cabanasii F.M.Vazquez & Devesa - Stipa lagascae Guss. - Stipa thessala Hausskn. - Stipa ucranica Steud. - Stipa ukranensis Lam. |